# SRAM 코퍼레이션
SRAM 코퍼레이션(SRAM Corporation, SRAM LLC)은 1987년에 설립된 미국 일리노이주 시카고에 본사를 둔 개인 소유의 자전거 부품 제조업체이다. SRAM은 창립자 Scott, Ray, sAM(스콜, 레이, 샘)의 이름을 따서 만든 약어이다. 여기서 레이는 회사 이름의 중간 이름이다. 이 회사는 그립 시프트, 별도의 자갈, 도로 및 7~12단 산악 구동계(범위에 따라 다름)를 포함하여 내부에서 개발된 다양한 사이클링 구성 요소를 생산한다. SRAM은 변속 성능을 향상시키기 위해 산악 자전거 전용 드라이브트레인 부품의 이글(Eagle) 라인을 개발했다. SRAM은 또한 단일 전면 체인 링이 있는 전용 "원 바이"(one-by) 구동계를 최초로 출시했다.
이 회사는 인수를 통해 유기적으로 성장하여 SRAM, 아비드(Avid), 록쇽스(RockShox), 트루바티브(Truvativ), 쿼크(Quarq), 집(Zipp), 타임 스포트(TIME Sport) 페달, 해머헤드(Hammerhead) 사이클링 컴퓨터 및 벨로시오(Velocio) 사이클링 의류 브랜드로 판매되는 사이클링 부품 브랜드가 되었다. 이들 부품은 주로 미국, 독일, 대만에 위치한 공장에서 자체적으로 제조되어 OEM 장비 및 애프터마켓 부품으로 유통 및 판매된다.